# Sistema de irrigação por gotejamento

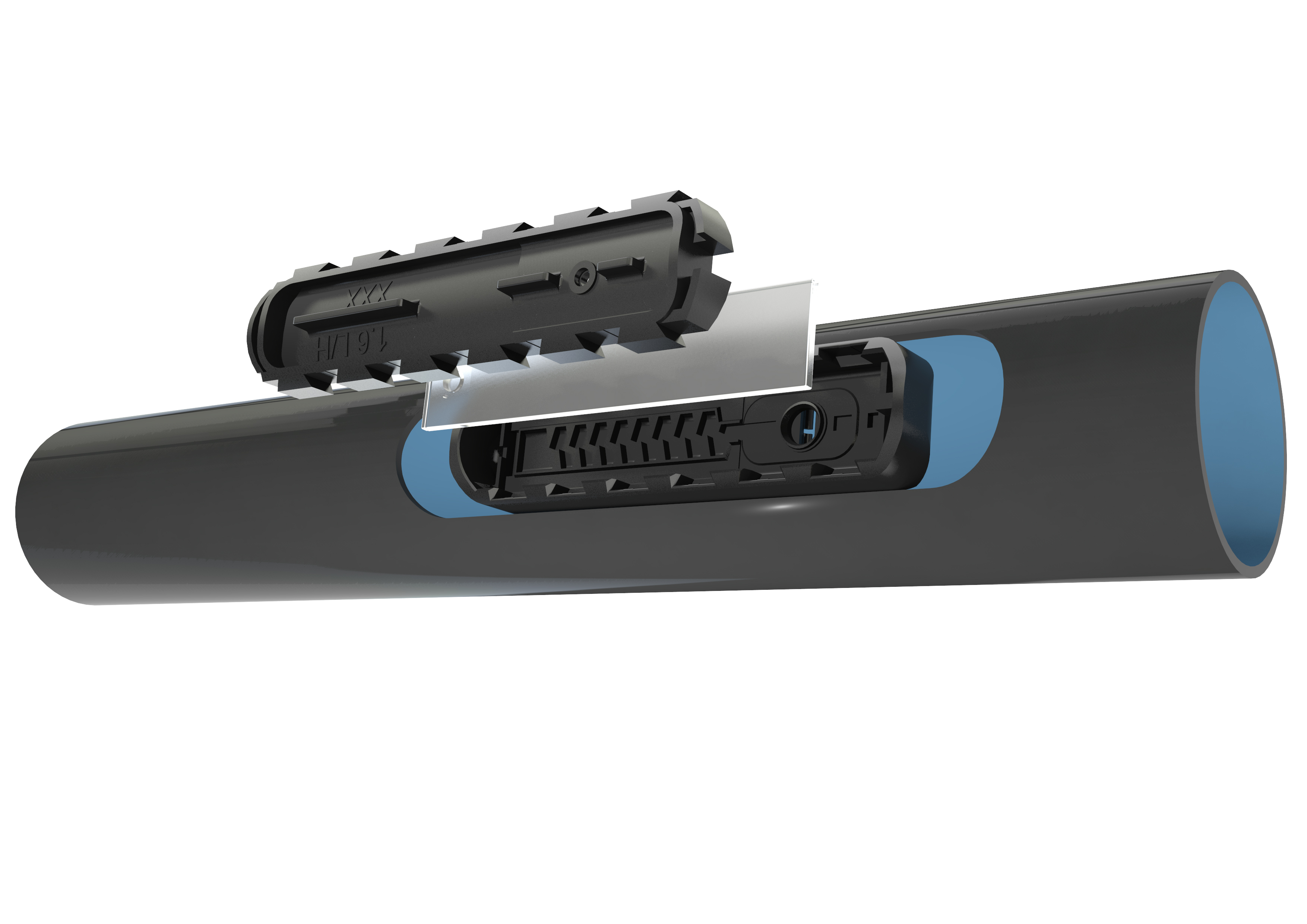
Gotejador compensado por pressão aberta

Irrigação por gotejamento é um tipo de sistema de micro-irrigação que tem o potencial de economia de água e nutrientes, permitindo que a água escorra lentamente para as raízes das plantas, quer a partir de cima da superfície do solo ou abaixo da superfície. O objetivo é colocar água diretamente na zona da raiz e minimizar a evaporação. Os sistemas de irrigação por gotejamento distribuem a água por meio de uma rede de válvulas, canos, tubos e emissores. Dependendo de quão bem projetado, instalado, mantido e operado, um sistema de irrigação por gotejamento pode ser mais eficiente do que outros tipos de sistemas de irrigação, como irrigação de superfície ou irrigação por aspersão.

## História

### China antiga
A irrigação por gotejamento primitiva tem sido usada desde os tempos antigos. Fan Shengzhi shu, escrito na China durante o primeiro século AEC, descreve o uso de potes de barro enterrados e não vidrados cheios de água, às vezes chamados de Ollas, como meio de irrigação.

### Desenvolvimento moderno

#### Alemanha: tubo subterrâneo
A irrigação por gotejamento moderna começou seu desenvolvimento na Alemanha em 1860, quando os pesquisadores começaram a fazer experiências com irrigação subterrânea usando tubos de argila para criar sistemas combinados de irrigação e drenagem.

#### Tubo perfurado
A pesquisa foi posteriormente expandida na década de 1920 para incluir a aplicação de sistemas de tubos perfurados.

#### Austrália: uso de plástico
O uso de plástico para reter e distribuir água na irrigação por gotejamento foi posteriormente desenvolvido na Austrália por Hannis Thill.

#### Israel: emissor de plástico (apelido: Pingueira, em hebraico: Taftêfet)
O uso de um emissor de plástico na irrigação por gotejamento foi desenvolvido em Israel por Simcha Blass e seu filho Yeshayahu. Em vez de liberar água por orifícios minúsculos facilmente bloqueados por partículas, a água foi liberada por passagens cada vez maiores usando a fricção para reduzir a velocidade da água dentro de um emissor de plástico. O primeiro sistema experimental desse tipo foi estabelecido em 1959 por Blass, que se associou posteriormente (1964) ao Kibutz Hatzerim para criar uma empresa de irrigação chamada Netafim. Juntos, eles desenvolveram e patentearam o primeiro emissor de irrigação por gotejamento de superfície prático.

#### EUA: fita de gotejamento
Nos Estados Unidos, a primeira fita adesiva, chamada Dew Hose, foi desenvolvida por Richard Chapin da Chapin Watermatics no início dos anos 1960. A evolução da fita gotejadora que fez a fita gotejadora ser adotada e usada em grande escala foi a introdução da fita T em 1987 pela Plastro Irrigation, que tinha a primeira fenda de saída e uma trilha de fluxo laminar que posteriormente evoluiu para uma trilha de fluxo regulador de fluxo turbulento. A Chapin Watermatics foi adquirida pela Jain Irrigation em 2006 e está instalada em sua subsidiária nos EUA, Jain Irrigation Inc.
Introduzido pela primeira vez na Califórnia no final dos anos 1960, apenas 5% das terras irrigadas usavam esse sistema em 1988. Em 2010, 40% das terras irrigadas na Califórnia usavam esse sistema.

## Relevância
A moderna irrigação por gotejamento tornou-se talvez a inovação mais valiosa na agricultura desde a invenção do aspersor de impacto, na década de 1930, que ofereceu a primeira alternativa prática à irrigação de superfície.[carece de fontes?]

## Alcance global e líderes de mercado
Em 2012, a China e a Índia eram os países de expansão mais rápida no campo da irrigação por gotejamento ou outra microirrigação, enquanto em todo o mundo bem mais de dez milhões de hectares usavam essas tecnologias.  Ainda assim, isso representou menos de 4% das terras irrigadas do mundo.  Naquele ano, a companhia israelense Netafim era a líder do mercado global (posição que manteve em 2018 ), com a indiana Jain Irrigation sendo a segunda maior empresa de microirrigação. Em 2017, a Rivulis comprou a Eurodrip e se tornou a segunda maior fabricante de sistemas de irrigação do mundo.

## Usos
A irrigação por gotejamento é usada em fazendas, estufas comerciais e jardins residenciais. Ela também é adotada extensivamente em áreas de aguda escassez de água e, especialmente, para as culturas e árvores, como coqueiros, uvas, bananas, berinjela, frutas cítricas, morangos, cana de açúcar, algodão, milho e tomate.[carece de fontes?]

## Imagens adicionais

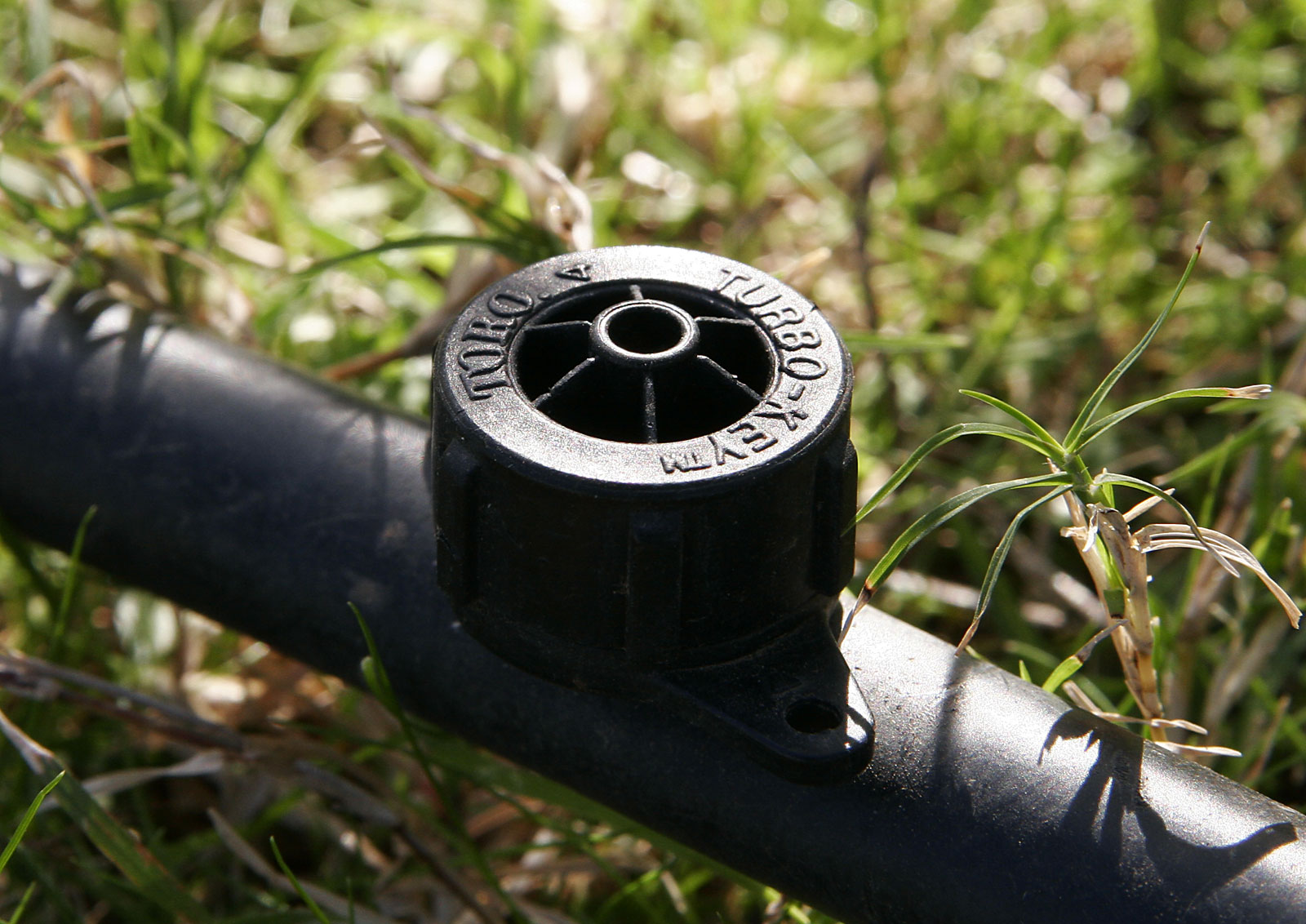
Gotejador de irrigação
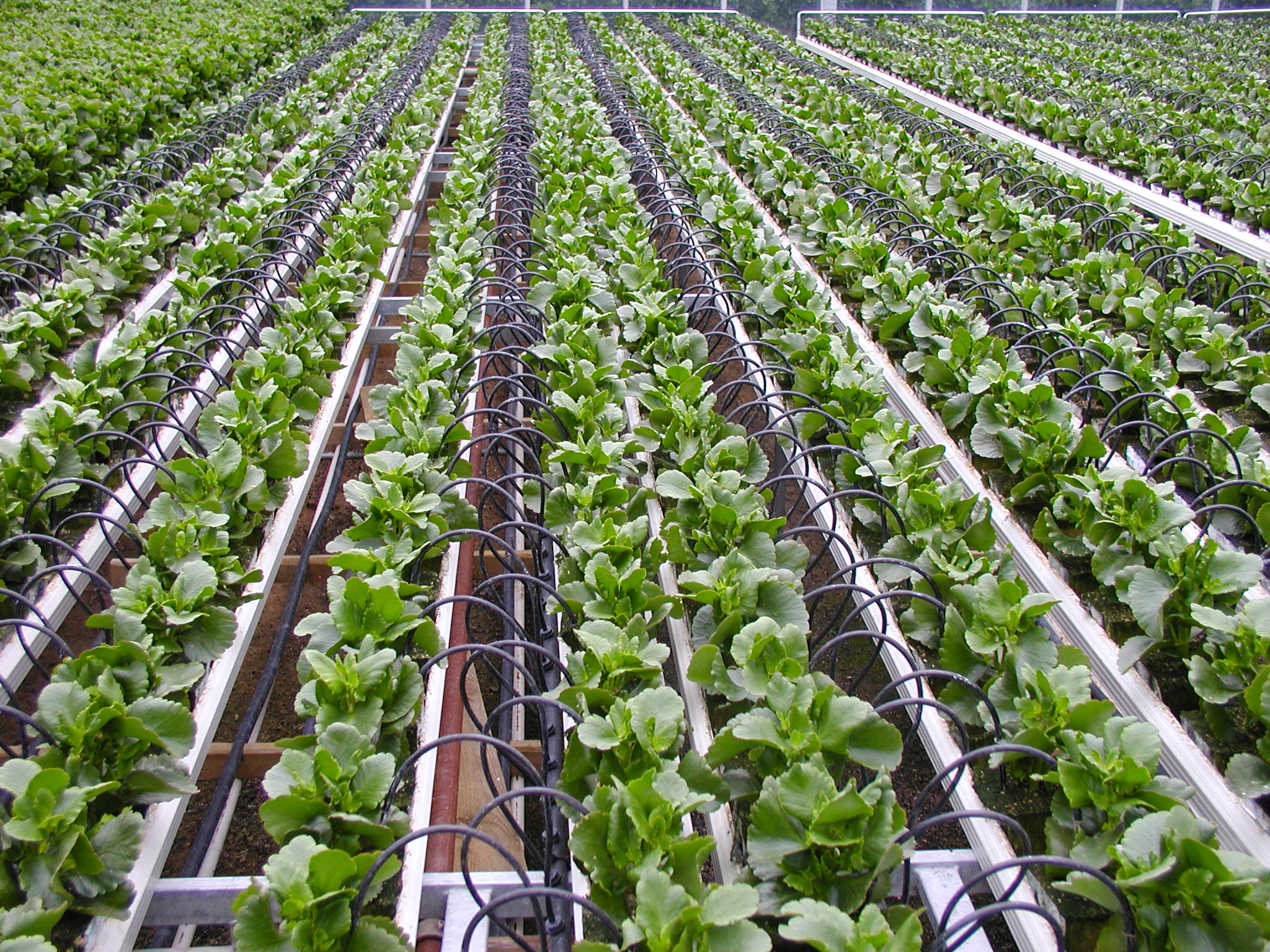
Irrigação de potes por gotejadores on-line
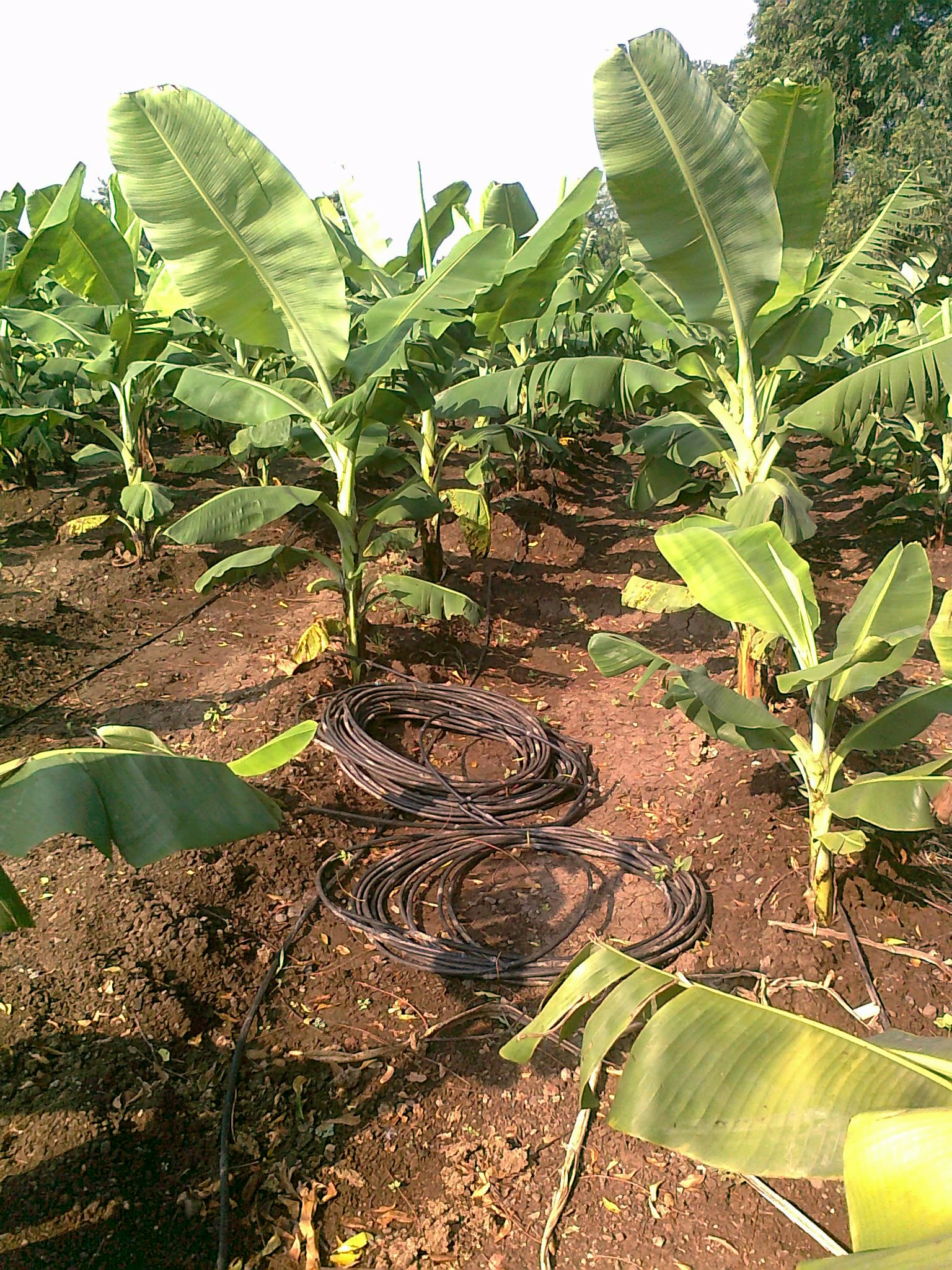
Irrigação por gotejamento e tubos sobressalentes de irrigação por gotejamento em uma fazenda de banana em Chinawal, Índia